# Valentino Martinelli
Valentino Martinelli (Roma, 23 febbraio 1923 – Roma, 26 settembre 1999) è stato uno storico dell'arte e critico d'arte italiano.

## Biografia essenziale
Laureatosi a Roma nell'immediato dopoguerra, inizia presto la sua carriera accademica come assistente di Lionello Venturi, di cui fu allievo.
Nel 1976 ottiene la cattedra di Storia dell'Arte moderna presso l'Università di Roma, dove, a partire dal 1979, diventa anche direttore della Scuola di Specializzazione in Storia dell'Arte medievale e moderna.
Ottiene anche incarichi in Istituzioni quali la Quadriennale di Roma (di cui è ha membro del Consiglio di Amministrazione dal 1984 al 1988) e la Biennale di Venezia di cui viene nominato, nel 1968, presidente della Commissione per le Arti figurative.
Parallelamente al lavoro accademico svolge un'intensa attività di critico d'arte. Collabora a riviste d'arte e letteratura fra le quali La Fiera Letteraria, Il Veltro, Civiltà delle Macchine, Antichità viva, Studi Romani, Bollettino dei Musei Comunali di Roma e Commentari.
Dal 1961 al 1965 fu critico d'arte del quotidiano Momento Sera.
Ha lasciato la sua collezione d'arte barocca al Comune di Perugia, attualmente ospitata nella Galleria Nazionale dell'Umbria.

## La collezione d'arte
Con lascito testamentario nel 16 dicembre 1997, Martinelli dona al Comune di Perugia la sua collezione d'arte comprendente opere di pittura, scultura e grafica realizzate da artisti del barocco romano tra i quali Gian Lorenzo Bernini, Claude Mellan, Johann Paul Schor, Mattia Preti, Carlo Maratta, Domenico Guidi, François Spierre, Giovan Battista Piranesi. Dal 2002 al 2014 la collezione viene ospitata nella sede museale comunale di Palazzo della Penna a Perugia. Nel giugno 2013 il Comune di Perugia, d'accordo con il Ministero dei Beni e le Attività Culturali e del Turismo, decreta il trasferimento della collezione, che si ultima il 17 aprile 2015, alla Galleria Nazionale dell'Umbria. Sono attualmente esposte circa una settantina di opere, su un totale di oltre cento, in tre sale del secondo piano del museo.

## Opere
- Valentino Marinelli, Bernini, Milano 1953.
- Valentino Marinelli, La XXVII Biennale di Venezia, La scultura, in Commentari, V, 1954.
- Valentino Marinelli, Mirko, in Commentari, VI, 1955.
- Valentino Marinelli, I ritratti di pontefici di Gian Lorenzo Bernini, Roma, 1956.
- Valentino Marinelli, Marino Mazzacurati, in Biennale, XVIII, 1956.
- Valentino Marinelli, Venezia 1956 - Crisi della Biennale o Biennale di crisi? , in Commentari, VII, 1956.
- Valentino Marinelli, Marino Mazzacurati, in Catalogo della XXVIII Biennale, Venezia, 1956.
- Valentino Martinelli, Un capolavoro inedito del Lanfranco in S. Domenico a Spoleto, in Spoletium, Spoleto, Edizioni dell'Accademia spoletina, 1957 anno IV, n. II.
- Valentino Marinelli, Mirko, in Catalogo VIII Quadriennale di Roma, Roma, 1959.
- Valentino Marinelli, Il padiglione italiano della XXX Biennale d'arte di Venezia: Arte italiana del XX secolo da collezioni americane, in Il Veltro, IV, 9, 1960.
- Valentino Martinelli, Mirko, in Catalogo XXX Biennale di Venezia, Venezia, 1960.
- Valentino Martinelli, Sironi e i "paesaggi urbani", in Momento Sera, 14-15 set. 1961
- Valentino Martinelli, Mostre romane d'arte, Carlo Levi alla "Nuova Pesa", in Momento Sera, 19-20 mag. 1962.
- Valentino Martinelli, La XXXI Biennale d'arte di Venezia, in Il Veltro, VI, 3, 1962.
- Valentino Martinelli, Mostre romane d'arte, Monachesi e Bartoli, in Momento Sera, 28-29 mag. 1962.
- Valentino Martinelli, Mostre romane d'arte, De Laurentiis all'"Hilton", in Momento Sera, 22-23 lug. 1964.
- Valentino Martinelli, Incisioni sculture disegni, L'opera grafica di Gentilini  al "Torcoliere", in Momento Sera, 20-21 nov. 1964.
- Valentino Martinelli, Mostre romane d'arte, Disegni e sculture di De Laurentiis al "Bilico", in Momento Sera, 20-21 nov. 1964.
- Valentino Martinelli, Mostre romane d'arte, Disegni di Mazzacurati al "Bianco e nero", in Momento Sera, 20-21 nov. 1964.
- Valentino Martinelli, Mario Mafai, in Catalogo della IX Quadriennale Nazionale d'Arte di Roma, Roma, 1965.
- Valentino Martinelli, Scultura italiana dal Manierismo al Rococò, in Scultura italiana, Milano, 1967.
- Valentino Martinelli (a cura di) Mario Mafai, Roma, Editalia, 1967.
- Valentino Martinelli, Artisti d'oggi in galleria. Testimonianze e cronache figurative, Bari, 1968.
- Luigi Michelini Tocci, Giovanni Morello, Velentino Martinelli, Marc Worsdale (a cura di), Bernini in Vaticano: Braccio di Carlo Magno, maggio-luglio 1981, Roma, De Luca, 1981, SBN SBL0346134.
- Valentino Martinelli (a cura di) Le statue berniniane del colonnato di S. Pietro, Roma, 1988.